# Musicmind
『musicmind』（ミュージックマインド）は、V6の9thアルバム。2005年11月1日にavex traxから発売された。

## 概要
V6のデビューからちょうど10周年となる日である2005年11月1日に発売。そのため発売日が火曜日になっている。
初回限定盤A（CD+DVD）、初回限定盤B（CD+グッズ）、通常盤（CD）、イベント用特別パッケージ通常盤（CD）の4形態でリリースされ各形態ごとに収録シングルの本アルバムリミックスバージョンが収録された。
初回限定盤Bのみ、musicmindスペシャル・トートバッグが付属されていた。
レンタル用はコピーコントロールCD。

## 収録曲

### CD
※各形態共通に最終トラック終了後、シークレットトラック「Orange"musicmind ver."」（28thシングルのアルバムバージョン）を収録。シングル曲の解説はそのページを参照。

#### 通常盤・イベント用特別盤
1. JAM JAM NIGHT 
作詞：motsu、作曲・編曲：HIKARI
2. サンダーバード-your voice-
作詞：motsu、作曲：RAM RIDER、編曲：RAM RIDER CREW・鈴木雅也
  - 26thシングル
3. 恋と弾丸 - 坂本昌行・三宅健
作詞：松井五郎、作曲・編曲：BULGE
4. ありがとうのうた
作詞：A.S.Z.project、作曲：日比野元気、編曲：K-Muto
  - 25thシングル
5. ずっと僕らは - 森田剛・岡田准一
作詞・作曲・編曲：飯岡隆志
6. BLAZING AGE - 20th Century
作詞：古屋真、作曲：Gary Newby、編曲：ats-
7. Rudery big up - Coming Century
作詞：KOMU、作曲・編曲：横野康平
8. それぞれの空
作詞：田形美喜子、作曲・編曲：HIKARI
  - フジテレビ系「VivaVivaV6」テーマソング

2ndベストアルバム「Very best II」、4thベストアルバム『Very6 BEST』にも収録されている。
9. 夕焼けドロップ - 長野博・井ノ原快彦
作詞：小幡英之、作曲・編曲：森元康介
  - 長野博主演 テレビ東京系ドラマ「2ndハウス」挿入歌
10. UTAO-UTAO
作詞：御徒町凧、作曲：HIKARI、編曲：シライシ紗トリ
  - 27thシングル
11. ユメニアイニ - 岡田准一
作詞：SABU、作曲：HIKARI、編曲：知野芳彦
  - V6主演 映画「ホールドアップダウン」挿入歌
12. Wonder World
作詞・作曲：BULGE、編曲：久米康隆
  - TBS系「学校へ行こう!MAX」テーマソング
13. ユメニアイニ"V6 ver."
編曲：HIKARI
  - 本作収録岡田ソロ曲の全員バージョン
14. サンダーバード -your voice-"musicmind ver."
編曲：小幡英之・チダタカシ
  - 26thシングルのアルバムバージョン

#### 初回限定盤A
1. JAM JAM NIGHT
2. サンダーバード -your voice-
3. 恋と弾丸
4. ありがとうのうた
5. ずっと僕らは
6. BLAZING AGE
7. Rudrey big up
8. それぞれの空
9. 夕焼けドロップ
10. UTAO-UTAO
11. ユメニアイニ
12. Wonder World
13. UTAO-UTAO"musicmind ver."
編曲：中村康就
  - 27thシングルのアルバムバージョン

#### 初回限定盤B
1. JAM JAM NIGHT
2. サンダーバード -your voice-
3. 恋と弾丸
4. ありがとうのうた
5. ずっと僕らは
6. BLAZING AGE
7. Rudrey big up
8. それぞれの空
9. 夕焼けドロップ
10. UTAO-UTAO
11. ユメニアイニ
12. Wonder World
13. ありがとうのうた"musicmind ver."
編曲：十川知司
  - 25thシングルのアルバムバージョン

### DVD
※初回限定盤Aのみ
1. 『Wonder World』レコーディング映像
2. 『musicmind』Album Jacket Making
3. 『ありがとうのうた』PV Making
4. 『サンダーバード -your voice-』PV Making
5. 『UTAO-UTAO』PV Making

## ライブ・パフォーマンス
ありがとうのうた "musicmind ver.
- 『MUSIC STATION SUPER LIVE 2004』（2004年12月24日、tv asahi）

それぞれの空
- 『ザ少年倶楽部プレミアム』（2006年7月16日、NHK BSプレミアム）
テレビ初披露